# Carrer del Barri
El Carrer del Barri és una via pública de Sant Llorenç de la Muga (Alt Empordà) inclosa a l'Inventari del Patrimoni Arquitectònic de Catalunya.

## Descripció
Carrer situat al costat del riu Muga, a dins el nucli antic del poble. Les cases d'aquest carrer són cases entre mitgeres de planta baixa, pis i golfes i amb la coberta a dues vessants. El paredat original de les cases era amb carreus de pedra sense escairar, tot i que en l'actualitat algunes d'aquestes cases tenen la façana coberta per un arrebossat. La porta d'accés a les cases són carreuades, amb carreus de grans dimensions ben escairats i amb una gran llinda. Les obertures dels pisos superiors són també carreuades i el primer pis amb balcó de ferro forjat.